# 조민주 (기상 캐스터)
조민주(曺民周, 2000년 4월 3일 ~ )는 대한민국의 연합뉴스TV 기상 캐스터이다.

## 학력
- 서강대학교 대학원 석사과정 졸업

## 경력
| 연도           | 사항                  |
| -------------- | --------------------- |
| 2024.4.1.~현재 | 연합뉴스TV 기상캐스터 |